# 细弱点地梅
细弱点地梅（学名：Androsace gracilis），为报春花科点地梅属下的一个植物种。其种加词来源于拉丁文“gracilis”，意为“细长的”。